# Somain (Nord)
Somain település Franciaországban, Nord megyében. Lakosainak száma 11 902 fő (2022. január 1.). Somain Abscon, Aniche, Bruille-lez-Marchiennes, Fenain, Rieulay és Marchiennes községekkel határos.

## Népesség
A település népessége az elmúlt években az alábbi módon változott:
| Lakosok száma | 12 863 | 12 696 | 12 570 | 12 151 | 12 213 | 11 934 | 11 869 | 11 790 | 11 902 |
|               | 2013   | 2015   | 2016   | 2017   | 2018   | 2019   | 2020   | 2021   | 2022   |